# Inspicient

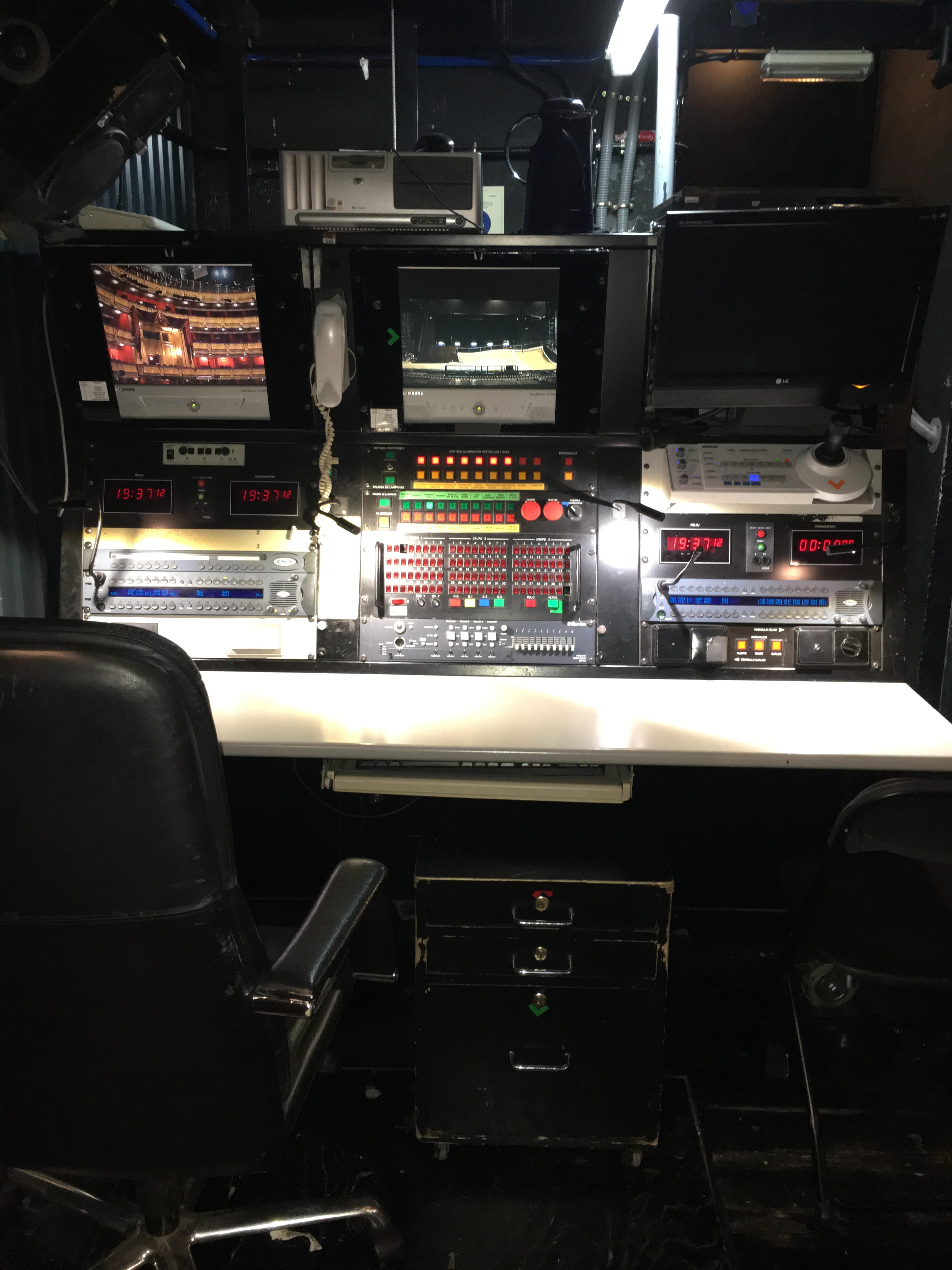
Inspicientens arbetsplats i Teatro Real de Madrid

Inspicienten (av latinets inspi'cio = "se in i", "betrakta", "granska") är en yrkesgrupp inom teater och annan scenkonst och är den som "håller i trådarna" vid en teaterföreställning och ser till att personer och föremål finns på rätt plats vid rätt tidpunkt både under repetitioner och under  föreställningar. 
Under repetitionstiden är regissören normalt högste ansvarig för produktionsarbetet (vid sidan av producenten), men efter premiären övergår det praktiska ansvaret till inspicienten, som tillser att alla finns närvarande inför föreställning och vid turnéer också ofta fungerar som turnéledare. Denne sköter ofta även inslag av inspelade ljudeffekter och musik, kallar skådespelare och scentekniker till dekorbyten, ger order till ljustekniker vid varje ändring av scenbelysningen och fungerar likt en "teknisk dirigent", som ser till att alla förändringsmoment sker vid exakt rätt tidpunkt i föreställningen. 
Inom musikteater, opera och balett kräver det musikaliska kunskaper, då inspicienten måste följa med i notskriften, så allt synkroniseras med musiken/sången.  
Titeln användes förr också inom film och TV, men där används i dag oftare ordet "inspelningsledare".